# اشمون
اشمون (به عربی: أشمون) یک منطقهٔ مسکونی در مصر است که در استان منوفیه واقع شده‌است.